# Rhopalocnemis
Rhopalocnemis es un género monotípico de plantas parásitas, perteneciente a la familia Balanophoraceae. Su única especie:  Rhopalocnemis phalloides Jungh. es originaria de Asia.

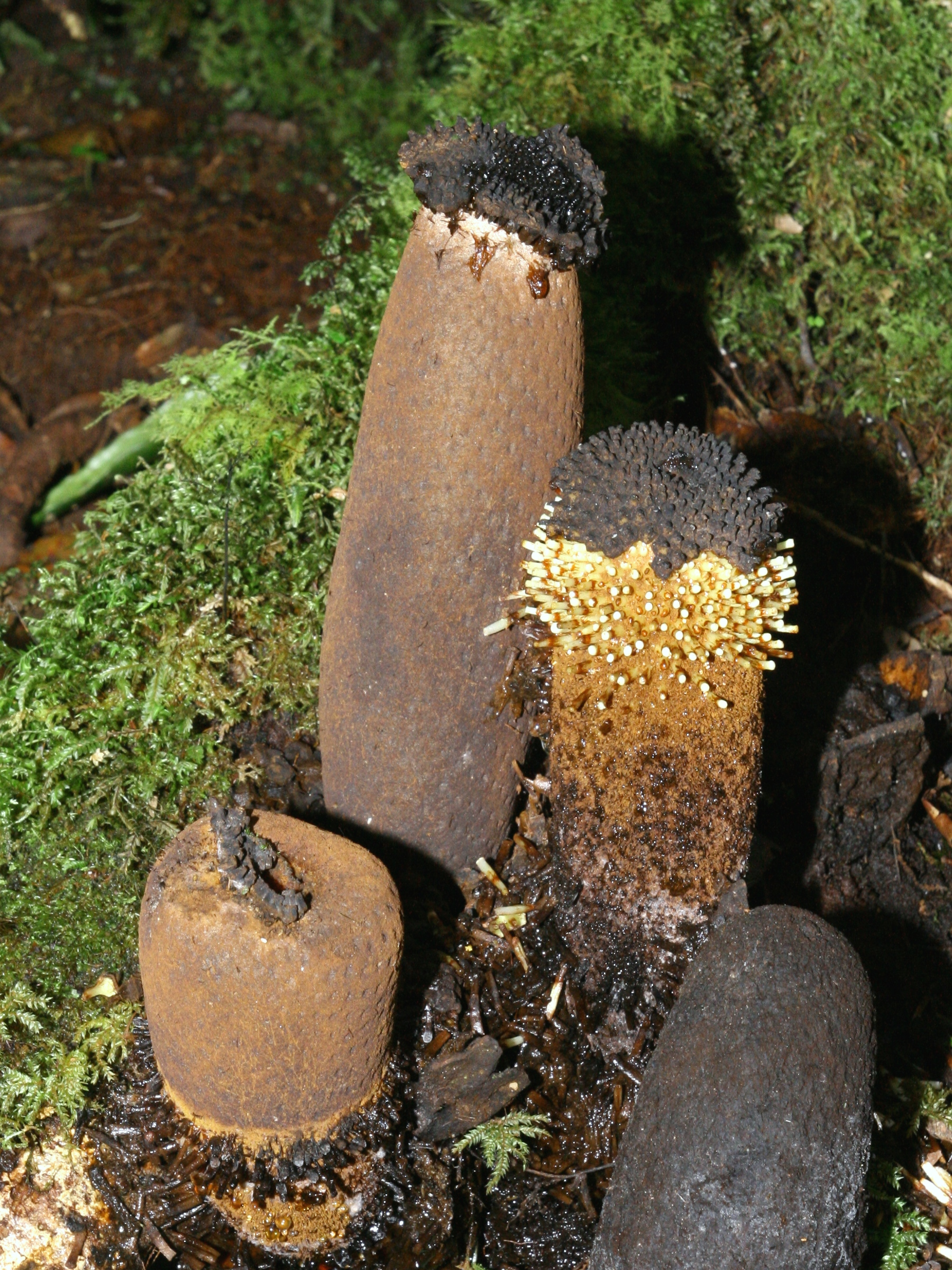
Vista de la planta

## Descripción
Son plantas que alcanzan un tamaño de 15-30 cm de altura, de color amarillento a marrón. Rizoma de 6-13 × (4 -) 6-21 cm, la vaina 5 lóbulos irregularmente, deltoides, 1-2 × 1.2 hasta 1.5 cm. Escapos de  2-10 × 2-5 cm. Hojas dispuestas en espiral, ± dispersas, verrugosas, ligeramente apicales retorcidas. Las inflorescencias de 7-20 × 3-7.5 cm, con las flores masculinas andróginas hacia la base y las flores femeninas hacia el ápice; brácteas de escamas grandes en la parte media de la inflorescencia, apicalmente de 5 mm de diámetro. Flores sésiles.

## Distribución y hábitat
Se encuentra en los densos bosques, en matorrales, a una altitud de 1000-2700 metros en Guangxi, Yunnan, India, Indonesia, Nepal, Sikkim, Tailandia y  Vietnam.
Sus anfitriones son en su mayoría especies de Araliaceae ( Dendropanax ), Euphorbiaceae, Fagaceae, y Moraceae.

## Taxonomía
Rhopalocnemis phalloides fue descrita por Franz Wilhelm Junghuhn  y publicado en Novorum Actorum Academiae Caesareae Leopoldinae-Carolinae Naturae Curiosorum 18(Suppl. 1): 215. 1841.
Sinonimia
- Phaeocordylis areolata Griff.[3]